# Atletismo nos Jogos Olímpicos de Verão de 1900 - 200 m masculino
A competição dos 200 metros masculino fez parte do programa do atletismo nos Jogos Olímpicos de Verão de 1900. Aconteceu no dia 22 de julho. Oito atletas de sete países competiram.

## Medalhistas
| Ouro   | USA Walter Tewksbury |
| Prata  | IND Norman Pritchard |
| Bronze | AUS Stanley Rowley   |

## Resultados

### Eliminatórias
Eliminatória 1
| Pos. | Atleta                    | Tempo   |
| ---- | ------------------------- | ------- |
| 1    | USA William Holland       | 24.0s   |
| 2    | IND Norman Pritchard      | Unknown |
| 3    | FRA Adolphe Klingelhoefer | Unknown |
| 4    | HUN Ernő Schubert         | Unknown |

Eliminatória 2
| Pos. | Atleta                | Tempo   |
| ---- | --------------------- | ------- |
| 1    | AUS Stanley Rowley    | 25.0s   |
| 2    | USA Walter Tewksbury  | Unknown |
| 3    | NOR Yngvar Bryn       | Unknown |
| 4    | GER Albert Werkmüller | Unknown |

### Final
| Pos. | Atleta               | Tempo        |
| ---- | -------------------- | ------------ |
|      | USA Walter Tewksbury | 22.2s        |
|      | IND Norman Pritchard | 22.8s (est.) |
|      | AUS Stanley Rowley   | 22.9s (est.) |
| 4    | USA William Holland  | 22.9s (est.) |